# ریچارد فورد
ریچارد فورد (به انگلیسی: Richard Ford) رمان‌نویس آمریکایی و برنده جایزه پولیتزر برای داستان در سال ۱۹۹۶

## زندگینامه
ریچارد فورد، ۱۶ فوریهٔ ۱۹۴۴ در جکسون، میسیسیپی به دنیا آمد. وقتی دورهٔ دبیرستانش را در میسی‌سیپی گذراند، در دانشگاه ایالتی میشیگان کارشناسی و در دانشگاه کالیفرنیا، ارواین کارشناسی ارشد هنرهای تجسمی گرفت. فورد پیش از پایان اولین رمانش به نام «تکه‌یی از قلب من» (A Piece of My Heart) در سال ۱۹۷۶، برای «اسکوایر» و «نیویورکر» داستان کوتاه می‌نوشت. او رمان‌های بسیاری از جمله «آخرین خوش‌شانسی» (The Ultimate Good Luck) (۱۹۸۱)، «خبرنگار ورزشی» (The Sportswriter) (۱۹۸۶)، «حیوانات وحشی» (Wildlife) و «روز استقلال» (Independence Day) را نوشته است. فورد جایزه‌های بسیاری دریافت کرده و عضو انجمن نویسندگان آمریکاست. او کمک‌هزینهٔ تحصیلی گوگنهام، جایزهٔ ملی برای تحصیل در رشتهٔ هنر، جایزه پن/فاکنر برای داستان «خبرنگار ورزشی» و نیز جایزه پن/فاکنر و پولیتزر سال ۱۹۹۶ را برای رمان «روز استقلال» به دست آورده‌است. با این رمان‌ها و جایزه‌ها ریچارد فورد یکی از مشهورترین نویسندگان میسی‌سیپی است. او در تابستان ۱۹۹۷ رمانی به نام «زنان بدون مردان» (Women without Men: Three Stories) منتشر کرد و در آوریل ۲۰۰۰ با همکاری جین کنت، هفت متنی که با ماشین تحریر تایپ کرده بود و داستان کوتاهش به نام «حریم خصوصی» را منتشر کرد. آخرین رمان او با نام «روسپی سرزمین» در سال ۲۰۰۶ چاپ شد. ضدقهرمان ریچارد فورد، فرنک بسکوم، در این رمانْ میان‌سال، عاقل‌تر، بدگمان‌تر و خودخواه‌تر بازمی‌گردد و بدون همسرش اما همراه با دیگر اعضای خانواده‌اش ـ که تمایلی به دیدن‌شان ندارد ـ به جشن شکرگزاری می‌رود. در این داستان، فورد به ما نشان می‌دهد که پذیرفتن شرایطْ ویژگی خوبی است، در حالی که واقعیت‌های زندگی را با شوخ‌طبعی موذیانهٔ بیروحی به ما نشان می‌دهد.

## آثار

### رمان
- «تکه‌یی از قلب من» (۱۹۷۶)
- «آخرین خوش‌شانسی» (۱۹۸۱)
- «خبرنگار ورزشی» (۱۹۸۶)
- «حیوانات وحشی» (۱۹۹۰)
- «روز استقلال» (۱۹۹۵)
- «روسپی سرزمین» (۲۰۰۶)
- «کانادا» (۲۰۱۲)

### مجموعه داستان
- «راک اسپرینگز» (در فارسی با عنوان آتش‌بازی با ترجمه امیرمهدی حقیقت توسط نشر ماهی منتشر شده»
- «زنان بدون مردان» (۱۹۹۷)